# Guillermo Barrientos
Guillermo Barrientos López-Peña (8 de marzo de 1985) es un actor español nacido en Madrid. Es conocido en el panorama televisivo nacional por su participación en la serie SMS.

## Películas

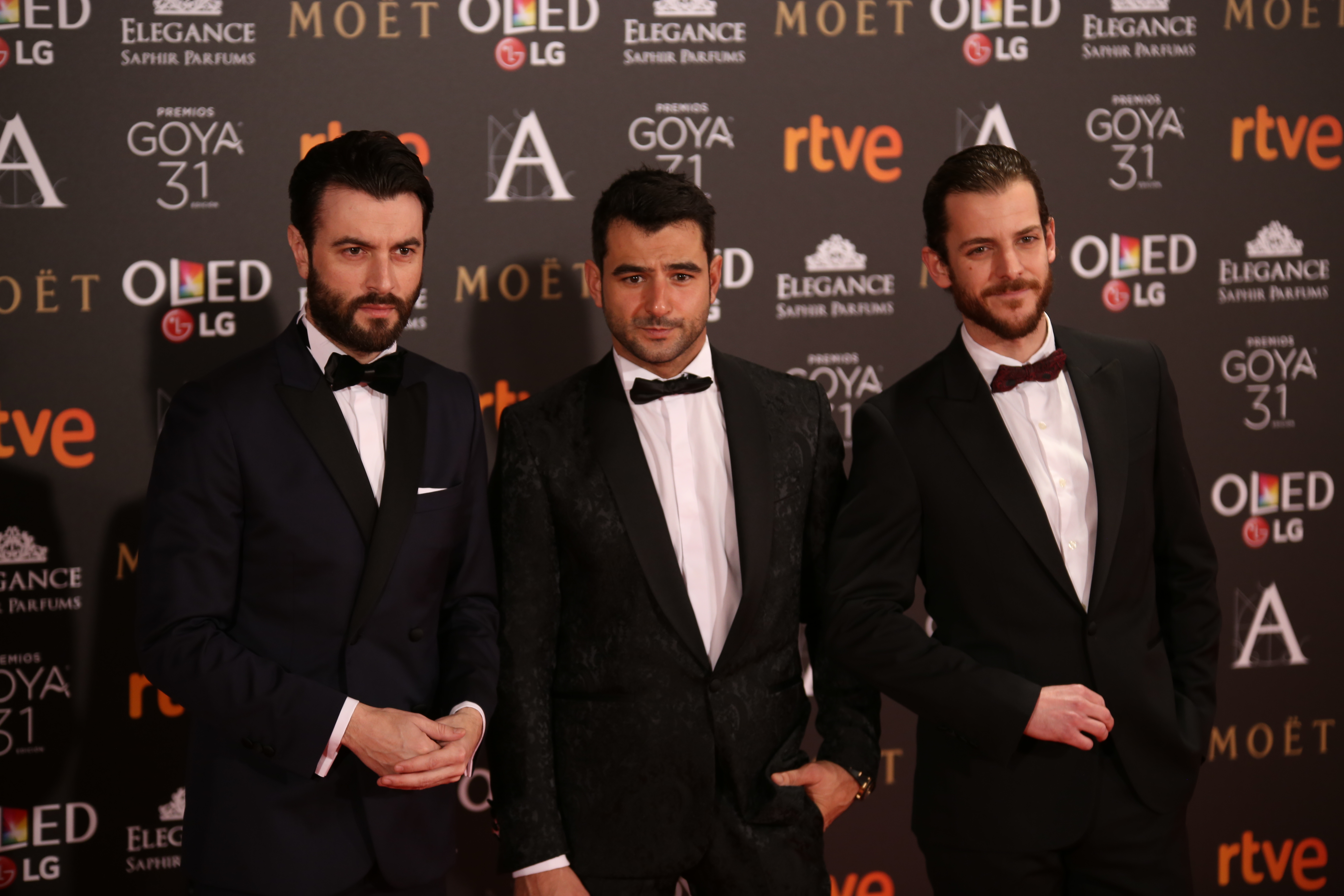
Guillermo Barrientos (a la derecha) en los Premios Goya 2017

- Atropello (2006)
- Los aires difíciles (2006)
- Concursante (2007)
- Secuestrados (película) (2011)

## Series de televisión
| Año           | Título                    | Personaje                           | Cadena                  | Notas         |
| ------------- | ------------------------- | ----------------------------------- | ----------------------- | ------------- |
| 2006; 2008    | El comisario              | Raúl / Carlos                       | Telecinco               | 2 episodios   |
| 2006-2007     | SMS, sin miedo a soñar    | Francisco "Paco" Delgado Jarana     | La Sexta                | 185 episodios |
| 2007          | Cuenta atrás              | Jonás                               | Cuatro                  | 1 episodio    |
| 2007          | Amar en tiempos revueltos | Arturo                              | La 1                    | 5 episodios   |
| 2008          | El castigo                | Alejandro                           | Antena 3                | 2 episodios   |
| 2009-2010     | Hay alguien ahí           | Íñigo Pardo Simón                   | Cuatro                  | 26 episodios  |
| 2011          | El barco                  | Tom                                 | Antena 3                | 3 episodios   |
| 2012-2013     | Bandolera                 | Andrés Soriano                      | Antena 3                | 52 episodios  |
| 2013          | El don de Alba            | David                               | Telecinco               | 1 episodio    |
| 2013          | Gran Hotel                | Alfonso XIII de España              | Antena 3                | 1 episodio    |
| 2014          | Velvet                    | Domínguez                           | Antena 3                | 3 episodios   |
| 2014          | Cuéntame un cuento        | Diego                               | Antena 3                | 1 episodio    |
| 2017          | Víctor Ros                | Gustavo                             | La 1                    | 1 episodio    |
| 2017          | El final del camino       | Esteban de Catoria                  | La 1                    | 8 episodios   |
| 2017          | El Ministerio del Tiempo  | Alfonso XII de España               | La 1                    | 1 episodio    |
| 2017-2018     | Amar es para siempre      | Javier "Javi" Ortega Velázquez      | Antena 3                | 256 episodios |
| 2019          | Hospital Valle Norte      | Juan Francisco "Juanfran" Echegaray | La 1                    | 4 episodios   |
| 2021          | Servir y proteger         | Mauro Dueñas Castejón               | La 1                    | 6 episodios   |
| 2022          | Desaparecidos             |                                     | Prime Video y Telecinco | 1 episodio    |
| 2022          | Santo                     | Fer                                 | Netflix                 | 4 episodios   |
| 2023          | Montecristo               |                                     | Vix y Movistar+         | 2 episodios   |
| 2024-presente | Sueños de libertad        | Luis Merino Vázquez                 | Antena 3                |               |

- Datos: Q5888329
- Multimedia: Guillermo Barrientos / Q5888329